# Systropus suzukii
Systropus suzukii är en tvåvingeart som beskrevs av Matsumura 1916. Systropus suzukii ingår i släktet Systropus och familjen svävflugor. Inga underarter finns listade i Catalogue of Life.